# Fernand Boone
Fernand Boone (ur. 1 sierpnia 1934 w Brugii – zm. 12 września 2013 w Deinze) – belgijski piłkarz grający na pozycji bramkarza. Był reprezentantem Belgii.

## Kariera klubowa
Swoją karierę piłkarską Boone rozpoczął w klubie FC Brugeois, w barwach którego zadebiutował w sezonie 1959/1960 w pierwszej lidze belgijskiej i grał w nim do 1971 roku. Wraz z FC Brugeois wywalczył cztery wicemistrzostwa Belgii w sezonach 1966/1967, 1967/1968, 1969/1970 i 1970/1971. Zdobył też dwa Puchary Belgii w sezonach 1967/1968 i 1969/1970. W sezonie 1971/1972 grał w trzecioligowym KSV Roeselare, w którym zakończył karierę.
| Sezon   | Klub          | Kraj   | Rozgrywki   | Mecze | Gole |
| ------- | ------------- | ------ | ----------- | ----- | ---- |
| 1959/60 | FC Brugeois   | Belgia | Division 1  | 26    | 0    |
| 1960/61 | FC Brugeois   | Belgia | Division 1  | 30    | 0    |
| 1961/62 | FC Brugeois   | Belgia | Division 1  | 29    | 0    |
| 1962/63 | FC Brugeois   | Belgia | Division 1  | 30    | 0    |
| 1963/64 | FC Brugeois   | Belgia | Division 1  | 17    | 0    |
| 1964/65 | FC Brugeois   | Belgia | Division 1  | 20    | 0    |
| 1965/66 | FC Brugeois   | Belgia | Division 1  | 21    | 0    |
| 1966/67 | FC Brugeois   | Belgia | Division 1  | 30    | 0    |
| 1967/68 | FC Brugeois   | Belgia | Division 1  | 30    | 0    |
| 1968/69 | FC Brugeois   | Belgia | Division 1  | 30    | 0    |
| 1969/70 | FC Brugeois   | Belgia | Division 1  | 15    | 0    |
| 1970/71 | FC Brugeois   | Belgia | Division 1  | 0     | 0    |
| 1971/72 | KSV Roeselare | Belgia | Division 3A | ?     | ?    |

## Kariera reprezentacyjna
W reprezentacji Belgii Boone zadebiutował 16 kwietnia 1967 w wygranym 1:0 towarzyskim meczu z Holandią, rozegranym w Antwerpii. Grał w eliminacjach do Euro 68 i do MŚ 1970. Od 1967 do 1968 rozegrał w kadrze narodowej 8 meczów.